# Alfabetizzazione nell'Africa subsahariana
I livelli di alfabetizzazione nell'Africa subsahariana sono sensibilmente inferiori alla media mondiale; il rapporto UIS UNESCO 2014 stima che il 24% di tutti gli adulti analfabeti vivano nell'Africa subsahariana. Nell'Africa subsahariana le medie regionali si articolano nelle disparità a livello nazionale: il tasso di alfabetizzazione varia dal 93% del Sudafrica al 29% del Burkina Faso.

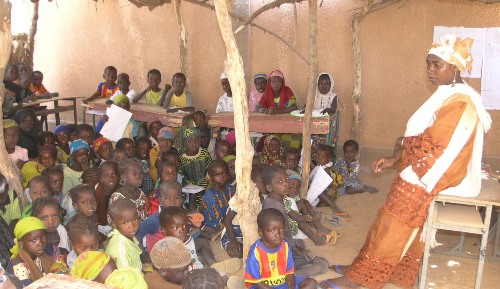
Scuola elementare in Niger

## Ostacoli all'alfabetizzazione
La povertà nella regione sub sahariana è ampiamente ritenuta sia causa che conseguenza dell'analfabetismo e rappresenta uno dei maggiori ostacoli per garantire alla popolazione un'alfabetizzazione adeguata. Si stima che nell'Africa subsahariana, il 44% della popolazione viva sotto il livello di povertà con 1,25$ al giorno. In Nigeria 2/3 dei bambini delle famiglie più povere non hanno accesso all'istruzione, e quasi il 90% di loro probabilmente non sarà mai iscritto a scuola. Le tasse scolastiche inoltre rappresentano un forte impedimento all'educazione: si calcola che, se fossero abolite in 13 stati subsahariani, più di 4,5 milioni di bambini potrebbero iniziare il percorso scolastico.
I governi dei paesi africani investono poche risorse della spesa pubblica nazionale per l'istruzione poiché essa non garantisce un ritorno economico nel breve periodo, ed in Paesi in cui sono carenti i servizi più basilari come quelli idrici (l'UNICEF stima che solamente il 63% della popolazione subsahariana ha un accesso adeguato alle risorse idriche), l'istruzione è sovente posta in secondo piano. A livello mondiale gli ultimi Paesi per spesa pubblica investita per l'istruzione risultano appartenere alla zona subsahariana dell'Africa. In molte aree della regione subsahariana, un altro impedimento è la distanza delle scuole dai villaggi rurali in quanto spesso gli studenti sono costretti a diverse ore di cammino per raggiungere la scuola, come raccontato dal documentario di Pascal Plisson “Vado a Scuola”.
Anche la mancanza di insegnanti influisce sul basso livello di alfabetizzazione. A livello mondiale, per garantire a tutti l'accesso all'istruzione primaria servirebbero 1,7 milioni nuovi insegnanti a cui si sommano altri 5,1 milioni che andrebbero sostituiti da personale più giovane. Secondo le stime UNESCO, la regione subsahariana avrebbe bisogno di più della metà dei nuovi docenti (6 su 10).
Infatti il numero di alunni per insegnante è molto elevato: nella Repubblica Centrafricana è di 84, in Malawi 79 e in Ruanda 65, contro una media dei paesi occidentali di 22 alunni per insegnante.

## Alfabetizzazione giovanile

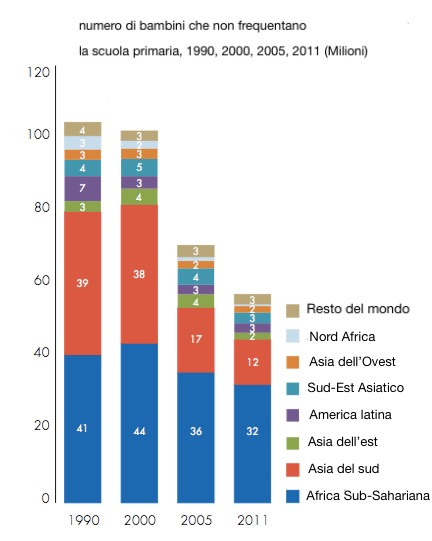
Numero di bambini esclusi dall'istruzione primaria, nell'Africa subsahariana la situazione più grave. Fonte: The Millennium Development Goals Report 2013

Nell'Africa subsahariana il 22% dei bambini in età di scuola primaria non accede all'istruzione elementare, il che si traduce in oltre 30 milioni di bambini che non vanno a scuola.
I tassi di abbandono scolastico più alti si registrano in Eritrea e Liberia, dove rispettivamente il 66% e il 59% dei bambini non frequentano la scuola primaria
Nell'Africa subsahariana 48 milioni di giovani, di età compresa tra i 15 e i 24 anni, non sono in grado di leggere e scrivere.

## Alfabetizzazione femminile
Le percentuali di alfabetizzazione nell'Africa subsahariana sono molto diverse in base al sesso.
Nell'Africa subsahariana circa 22 milioni di bambine non sono iscritte a scuola e in questa area del mondo le donne hanno il 20% di possibilità in meno di frequentare la scuola rispetto ai maschi. Più in generale, nei Paesi del sud del mondo, l'85% dei bambini completa il ciclo della scuola primaria contro il 76% delle bambine.
In Kenya, nonostante uno dei più alti livelli di alfabetizzazione in rapporto agli altri Paesi subsahariani (87,5%), si stima che le ragazze che all'età di 15 anni sanno leggere e scrivere siano circa il 79% contro il 95% dei ragazzi.
Le cause di questa diseguaglianza sono riconducibili ad un retaggio culturale e sociale legato a modelli tradizionalmente patriarcali, secondo i quali la donna deve occuparsi delle mansioni legate alla casa, al benessere dei familiari, alla cura dei genitori anziani e dei bambini.
Un altro ostacolo che incide sul percorso scolastico femminile è la diffusione dell’AIDS che costringe le giovani donne africane a rinunciare agli studi per occuparsi dei familiari affetti dalla malattia. L'alfabetizzazione è ritenuta fondamentale per educare sessualmente gli adolescenti africani e per limitare sia la crescita demografica sia la diffusione delle malattie sessualmente trasmissibili.

## Alfabetizzazione e disabilità
Per gli studenti con disabilità le possibilità di scolarizzazione sono minime: secondo i dati UNESCO, il 90% dei bambini disabili non riesce ad accedere ai sistemi scolastici nei paesi in via di sviluppo. Tra gli adulti con disabilità, solamente il 3% degli uomini e l'1% delle donne è alfabetizzato.

## Il fallimento dell'Obiettivo 2 nell'Africa subsahariana
L'Obbiettivo 2 degli Obbiettivi di sviluppo del Millennio (Millennium Development Goals) delle Nazioni Unite si prefiggeva di rendere universale l'istruzione primaria entro il 2015, garantendo agli studenti e alle studentesse dei paesi in via di sviluppo di poter terminare il ciclo completo di scuola primaria.
Nella regione Sub-Sahariana, nonostante il tasso di iscrizioni netto alle scuole primarie sia passato dal 60% al 77% tra il 2000 e il 2011 , nel 2015 non si è centrato l'obiettivo di rendere universale l'accesso all'istruzione primaria.
Il dato sulle iscrizioni alla scuola primaria inoltre non coincide con il numero di studenti che effettivamente portano a compimento il ciclo di studi. Infatti secondo il rapporto The Millennium Development Goals Report (2013) delle Nazioni Unite, nella zona subsahariana si registra il tasso più alto di abbandoni scolastici anticipati (2 studenti ogni 5).

## Paesi dell'Africa subsahariana per tasso di alfabetizzazione[17]
Lista dei Paesi dell'Africa subsahariana per tasso di alfabetizzazione secondo la pubblicazione CIA World Factbook del 2014:
| Stato                            | Tasso di alfabetizzazione (%) | Anno |
| -------------------------------- | ----------------------------- | ---- |
| Guinea Equatoriale               | 94                            | 2011 |
| Sudafrica                        | 93                            | 2011 |
| Lesotho                          | 90                            | 2010 |
| Gabon                            | 89                            | 2011 |
| Mauritius                        | 89                            | 2011 |
| Namibia                          | 89                            | 2010 |
| Swaziland                        | 88                            | 2011 |
| Kenya                            | 87                            | 2010 |
| Botswana                         | 85                            | 2011 |
| Capo Verde                       | 85                            | 2011 |
| Repubblica Democratica del Congo | 84                            | 2003 |
| Zimbabwe                         | 84                            | 2011 |
| Comore                           | 76                            | 2011 |
| Malawi                           | 75                            | 2010 |
| Uganda                           | 73                            | 2010 |
| Ghana                            | 72                            | 2010 |
| Sudan                            | 72                            | 2011 |
| Camerun                          | 71                            | 2010 |
| Ruanda                           | 71                            | 2010 |
| Angola                           | 70                            | 2011 |
| São Tomé e Príncipe              | 70                            | 2008 |
| Eritrea                          | 69                            | 2011 |
| Gibuti                           | 68                            | 2003 |
| Tanzania                         | 68                            | 2010 |
| Burundi                          | 67                            | 2010 |
| Repubblica del Congo             | 67                            | 2010 |
| Madagascar                       | 65                            | 2009 |
| Guinea                           | 62                            | 2011 |
| Zambia                           | 61                            | 2007 |
| Nigeria                          | 61                            | 2010 |
| Liberia                          | 61                            | 2010 |
| Togo                             | 60                            | 2011 |
| Mauritania                       | 59                            | 2011 |
| Costa d'Avorio                   | 57                            | 2011 |
| Repubblica Centrafricana         | 57                            | 2011 |
| Mozambico                        | 56                            | 2010 |
| Guinea-Bissau                    | 55                            | 2011 |
| Gambia                           | 51                            | 2011 |
| Senegal                          | 50                            | 2009 |
| Sierra Leone                     | 43                            | 2011 |
| Benin                            | 42                            | 2010 |
| Etiopia                          | 39                            | 2007 |
| Somalia                          | 38                            | 2001 |
| Ciad                             | 35                            | 2011 |
| Mali                             | 33                            | 2011 |
| Niger                            | 29                            | 2005 |
| Burkina Faso                     | 29                            | 2007 |